# Akvaskia
Akvaskia (en georgiano: აკვასკია; en abjasio: Акәасқьа, romanizado: Akuaskia) es un pueblo que pertenece a la parcialmente reconocida República de Abjasia, dentro del distrito de Ochamchira, aunque de iure es parte del municipio de Ochamchire de la República Autónoma de Abjasia de Georgia.

## Geografía
Akvaskia se encuentra en el margen oriental del río Galidzga y está a 13 km al noreste de Ochamchire. Limita con Gupi en el norte; con Pokveshi al este; Jali en el oeste; y también con Merkula y Beslajuba en el sur. Las aldeas de Ajali Akvaskia y Zegani están bajo la administración del pueblo.

## Historia
Todo el territorio del actual pueblo de Akvaskia formaba parte de los pueblos de los alrededores, la mayoría de los cuales pertenecían a Gupi. En el siglo XIX, los mingrelianos fueron asentados entre la población abjasia por los príncipes soberanos abjasios de la casa Chachba en la aldea de Ajali Akvaskia. La comunidad mingreliana del pueblo es la más antigua de la moderna Abzhua. Además, en las décadas de 1930 y 1950, el pueblo se convirtió en uno de los centros de asentamiento de los campesinos mingrelianos del oeste de Georgia.
Durante la guerra de Abjasia en 1992-1993, Akvaskia estuvo repetidamente controlada por la guerrilla abjasia y las tropas del gobierno georgiano, por lo que hubo enfrentamientos frecuentes y el pueblo y sus alrededores fueron minados. Los abjasios restantes huyeron aquí durante la guerra tan pronto como el ejército georgiano se apoderó del pueblo por primera vez, pero regresaron después de los combates. Tan pronto como cayó en manos de los abjasios, la mayoría de las poblaciones georgiana y mingreliana huyeron de Abjasia (sólo algunas familias permanecieron aquí). Bajo el gobierno abjasio, el pueblo formó su propio distrito.

## Demografía
La evolución demográfica de Akvaskia entre 1886 y 2011 fue la siguiente:
| 243                                                 | 2936 | 1984 | 1759 | 575 |
| (Fuente: Population of Abkhazia since Soviet times) |      |      |      |     |

La población ha disminuido dos tercios (la población que se fue era en su mayoría georgiana) tras la guerra de Abjasia. Sin embargo, antes de la caída de la URSS, la mayoría de la población era georgiana comparado con cómo es hoy en día, con una inmensa mayoría de abjasios étnicos. 
|              | 2011      | 2011       |
| Grupo étnico | Población | Porcentaje |
| ------------ | --------- | ---------- |
| Georgianos   | 52        | 9%         |
| Abjasios     | 506       | 88%        |
| Rusos        | 10        | 1,7%       |
| Total        | 575       | 100%       |

## Infraestructura

### Transporte
La carretera que conecta Ochamchire con Tkvarcheli atraviesa el pueblo y también hay una estación de tren, que ya no se utiliza.